# Sclerocollum robustum
Sclerocollum robustum är en hakmaskart som först beskrevs av Edmonds 1964.  Sclerocollum robustum ingår i släktet Sclerocollum och familjen Rhadinorhynchidae. Inga underarter finns listade i Catalogue of Life.